# Csávoly
Csávoly este un sat în districtul Baja, județul Bács-Kiskun, Ungaria, având o populație de 1.936 de locuitori (2011). 

## Demografie
Componența etnică a satului Csávoly
     Maghiari (89,77%)
     Croați (5,31%)
     Germani (3,7%)
     Alții (1,22%)
Componența confesională a satului Csávoly
     Romano-catolici (62,14%)
     Fără religie (8,78%)
     Reformați (1,65%)
     Necunoscută (27,17%)
     Greco-catolici (0,26%)
     Alte religii (0,83%)
Conform recensământului din 2011, satul Csávoly avea 1.936 de locuitori. Din punct de vedere etnic, majoritatea locuitorilor (89,77%) erau maghiari, existând și minorități de croați (5,31%) și germani (3,7%).  Din punct de vedere confesional, majoritatea locuitorilor (62,14%) erau romano-catolici, existând și minorități de persoane fără religie (8,78%) și reformați (1,65%). Pentru 27,17% din locuitori nu este cunoscută apartenența confesională.